# Хватова, Светлана Витальевна
https://commons.wikimedia.org/wiki/File%3A%D0%A1%D0%B2%D0%B5%D1%82%D0%BB%D0%B0%D0%BD%D0%B0_%D0%92%D0%B8%D1%82%D0%B0%D0%BB%D1%8C%D0%B5%D0%B2%D0%BD%D0%B0_%D0%A5%D0%B2%D0%B0%D1%82%D0%BE%D0%B2%D0%B0.png
Светлана Витальевна Хватова (род. 11 августа 1972, Эстонская ССР) — российская футболистка, полузащитница, выступавшая в большом футболе, мини-футболе и пляжном футболе.

## Биография
В детские годы занималась плаванием. После переезда в Ленинград в конце 1980-х годов стала заниматься футболом в команде «Прометей-Динамо», позже преобразованной в «Аврору». В 1993 году со своим клубом выступала в высшей лиге России. Позднее «Аврора» сосредоточилась на выступлениях в мини-футболе и футзале, в этот период спортсменка стала 4-кратной обладательницей Кубка России, неоднократным призёром чемпионата России.
Выступала за сборную России по мини-футболу, участница международного турнира в Португалии в 2000 году.
В 2003 году перешла в клуб «Нева», дебютировавший в первом дивизионе по большому футболу, стала капитаном команды. Бронзовый призёр первой лиги 2003 и 2004 годов. В 2005 году со своим клубом выступала в высшей лиге, однако «Нева» была безнадёжным аутсайдером и проиграла все матчи.
В дальнейшем выступала за «Неву» в пляжном футболе. Серебряный призёр чемпионата России 2014 года (5 матчей, 1 гол).